# Кунківська сільська рада
| Кунківська сільська рада — колишній орган місцевого самоврядування у Гайсинському районі Вінницької області з адміністративним центром у с. Кунка. Сільській раді підпорядковані населені пункти: - с. Кунка |

## Склад ради
Рада складалася з 14 депутатів та голови.

## Керівний склад сільської ради
| ПІБ                       | Основні відомості                                                               | Дата обрання | Дата звільнення |
| ------------------------- | ------------------------------------------------------------------------------- | ------------ | --------------- |
| Безбах Василь Віталійович | Сільський голова, 1969 року народження, освіта, безпартійний                    | 26.03.2006   | 31.10.2010      |
| Безбах Василь Віталійович | Сільський голова, 1969 року народження, освіта середня спеціальна, безпартійний | 31.10.2010   |                 |

Примітка: таблиця складена за даними джерела